# ولایت پکتیا
ولایت پَکتیا (ریگ‌ودا: Pakthas/پَکتهه یونانی: Πἁκτυες/پِکتویس انگلیسی: Pactyan) یکی از ٣۴ ولایت افغانستان به مرکزیت شهر گردیز می‌باشد که از ولایات شرقی افغانستان به‌شمار می‌رود. براساس احصائیه ١٣٩٩ ولایت پکتیا ۶١١٬٩۵٢ جمعیت، و ۶٬۴٣٢ کیلومتر مربع پهناوری دارد.

## پیشینه

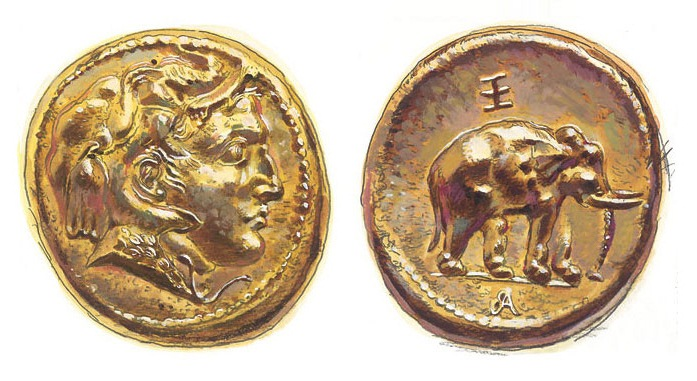
این پُرتریتِ اسکندر مقدونی بر روی این سکهٔ طلا (بدست‌آمده از گنجینهٔ میرزکه در سال ۱۹۹۳ در ولایت پکتیا) یکی از تنها دو سکهٔ موجود در دنیاست که در دوران زندگی اسکندر ضرب شده‌است (سکهٔ دیگر در آرامگاه زادگاهش در وِرگینا (شهری کوچک در شمال یونان) کشف شده بود). غارت و چپاول میرزکه در سال‌های ۱۹۹۲ و ۱۹۹۳- که گنجینه‌ای عظیم مشتمل بر چهار تُن (۴۰۰۰ کیلوگرم) سکه و در حدود ۷۷۰ پوند (حدود ۳۵۰ کیلوگرم) اشیاء طلا و نقره بود - بقدری گسترده و جبران‌ناپذیر بوده که به یک رویداد افسانوی می‌ماند! این سکهٔ اسکندر را که در تصویر بالا می‌بینید، بسرعت سر از لندن درآورد، و فعلاً در همین شهر در کلکسیون شخصی یک نفر جای گرفته‌است! [صاحب این سکه تنها رسامی از این سکه را اجازه داده تا از کاپی شدن آن جلوگیری شود]. آثار باستانی دیگر از میرزکه در موزیم میهو در جاپان (ژاپن) موجود است. بقیهٔ این گنجینه در سطح دنیا پراکنده شده و به کلکسیونرها در اقصا نقاط دنیا فروخته شده‌است.

هرودوت مورخ یونانی از مردم باستانی «پکتیس» و «پکتویس» یاد کرده و سرزمین آن‌ها را پکتیکا ذکر کرده‌است. بطلمیوس هم نام این مردم را «پَکتیان» (Pactyan) نوشته‌است. پکتیا از شهرهای باستانی نامیده می‌شود و کشف خزانه میرزکه در پکتیا که هزاران کیلو ظروف و زیورهای طلا، نقره و جواهرات کشف شده‌ است که آثار تمدن مردم پکتیان را نشان می‌دهد.
در سال ۴٨٠ پیش از میلاد قسمتی از سپاه پارس و شاهنشاه خشایارشا از مردم پکتیا بوده اند. 
در حمله نهایی به لئونیداس پادشاه اسپارت ، هزار مرد پکتیایی حضور داشته و به‌واسطه کوهستانی بودن منطقه و مهارت مردان پکتیایی ضربات مهلکی بر بدنه ارتش اسپارت زدند.

## مشاهیر
ولایت پکتیا زادگاه شخصیت‌های مشهور افغانستان نظیر دکتر نجیب رئیس جمهور پیشین، ببرک خان ځدراڼ، پاچاخان ځدراڼ، مورخ عبدالحی گردیزی، سرمحقق علی منگل، غلام محمد زرملوال، سید محمد علیشاه موسوی گردیزی، حیات گردیزی، استاد گلزمان، احسان الله درمل، رحیم الله زرمتی، علم گل سحر می‌باشد.

## مردم
از جمعیت ۶١١٬٩۵٢ نفری این ولایت ۸۵٪ پشتون هستند و ۱۵٪ باقی‌مانده را تاجیک‌ها شامل می‌شوند.

## تقسیمات اداری

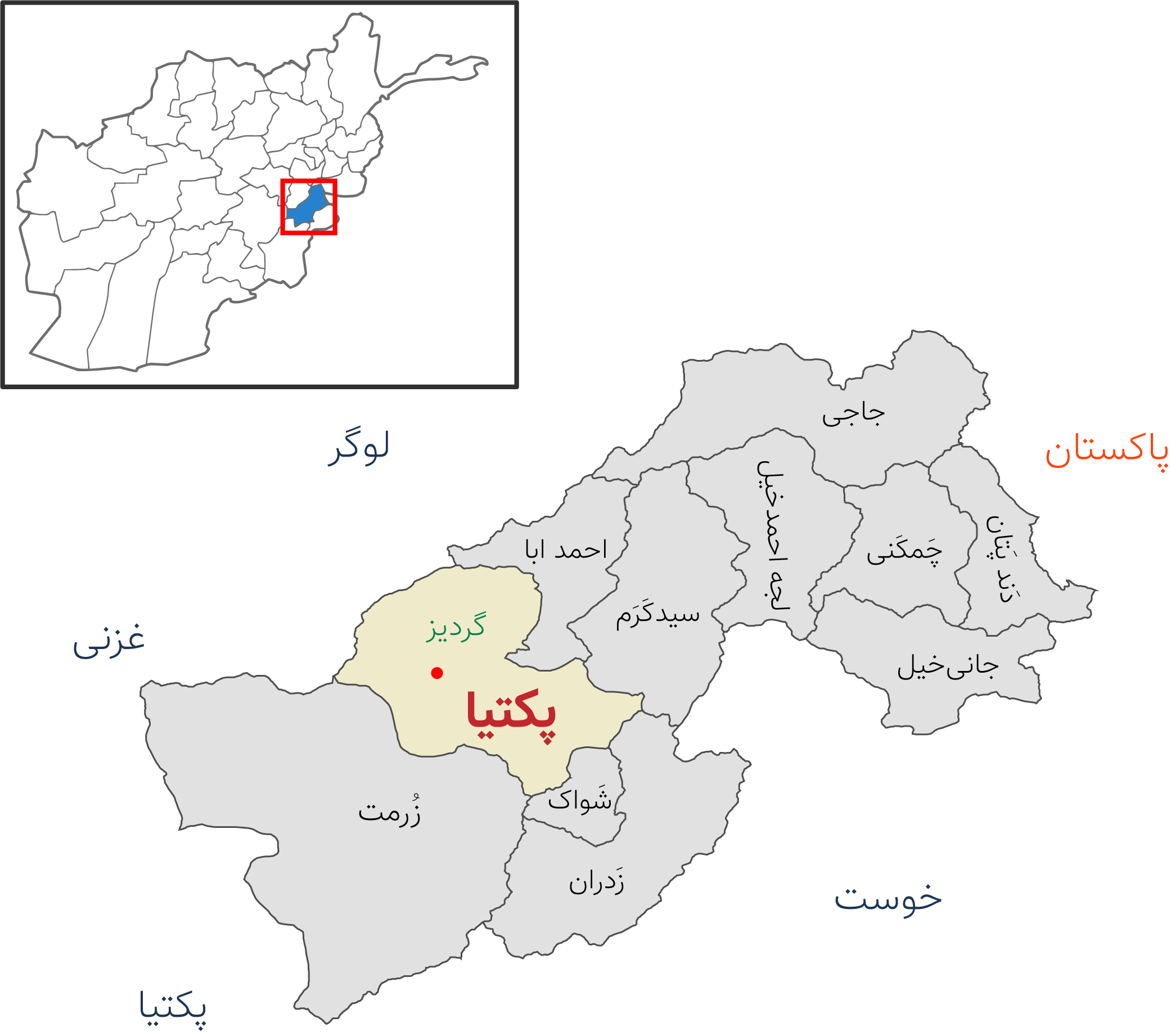
ولسوالی‌های پکتیا

- مرکز ولایت: شهر گردیز

- احمدآباد
- جاجی
- جانی‌خیل
- چَمکَنی
- دَند پَتان
- روحانی بابا
- زَدران (پشتو: ځدران)
- زُرمت
- سیدکَرَم
- شَواک
- گرده ثیری
- گردیز
- لجه احمدخیل
- لجه منگل
- میرزکه

## نگارخانه
|  |  |  |